# Haan Maine Bhi Pyaar Kiya
Pour plus de détails, voir Fiche technique et Distribution.
Haan Maine Bhi Pyaar Kiya  (littéralement : « Je l’ai aussi aimé ») est un film indien réalisé par Dharmesh Darshan sorti le 15 février 2002. Il met en scène Akshay Kumar, Karisma Kapoor et Abhishek Bachchan dans un triangle amoureux. Les chansons sont composées par Nadeem-Shravan sur des paroles de Sameer.

## Synopsis
Pooja est une jeune fille romantique et idéaliste qui poursuit cependant une brillante carrière. Shiv connaît également la réussite   professionnelle mais il est beaucoup plus décontracté et prend la vie comme elle vient. Ils se rencontrent, tombent amoureux et se marient ce qui conduit Pooja à abandonner son travail pour devenir femme au foyer. Leur différence de caractère provoque de fréquentes chamailleries qui tournent au conflit et progressivement Pooja doute de la fidélité de son époux. Elle demande alors le divorce et recommence à travailler. C'est ainsi qu'elle fait la connaissance de Raj, riche, célèbre mais seul. Il s'éprend de Pooja qui ne reste pas insensible à son charme. Alors que leur mariage est sur le point d'être célébré, Shiv réapparaît. 

## Fiche technique
- Titre : Haan Maine Pyaar Kiya Bhi
- Réalisateur : Dharmesh Darshan
- Scénario : Dharmesh Darshan
- Musique : Nadeem-Shravan
- Parolier : Sameer
- Chorégraphie : Raju Khan
- Direction artistique : Bijon Das Gupta
- Photographie : W B Rao
- Montage : Bharat
- Production : Suneel Darshan
- Lieux de tournage : Ooty (Inde) et Suisse
- Langue : hindi
- Pays d'origine : Inde
- Date de sortie : 15 février 2002
- Format : Couleurs
- Genre : comédie romantique
- Durée : 174 minutes

## Distribution
- Akshay Kumar : Raj Malhotra
- Karisma Kapoor : Pooja Kashyap
- Abhishek Bachchan : Shiv Kapoor
- Kader Khan : Babban Miyan
- Himani Shivpuri : Maria
- Shakti Kapoor : Chinni
- Mohnish Behl : Le frère de Pooja
- Supriya Karnik
- Shweta Menon
- Upasna Singh
- Razzak Khan
- Navneet Nishan : Neha
- Dolly Bindra
- Simone Singh et Sophiya Haque : participation exceptionnelle

## Musique
La BO du film a été composée par le duo très populaire Nadeem-Shravan en utilisant les talents vocaux de Udit Narayan, Kumar Sanu et Alka Yagnik.
L'album commence par Hum Tumhare Hai Yaar - une chanson d'amour mélodieuse interprétée par Udit Narayan et Alka Yagnik.
- Hum Pyaar Hai Tumhare est filmée une fois sur Abhishek Bachchan et Karishma Kapoor et l'autre fois c'est Akshay Kumar qui exprime son amour pour la jeune fille aux yeux bleus. Les paroles de la chanson écrites par Sameer sont très poétiques.
- Har Dil Mein Kisike est un duo de Udit Narayan et Alka Yagnik. L'arrangement de la chanson est typiquement de Nadeem Shravan.
- Teri Aankhon Ka Andaz est une musique plus sage. L'arrangement est toujours le même. Une version instrumentale de la chanson est également incluse dans l'album.
- Zindagi Ko Bina Pyaar est une chanson très appréciée par le public.
- Mubarak Mubarak par Udit Narayan est une chanson de félicitations à l'occasion d'un mariage. Il s'agit de «Je veux que vous soyez heureux aujourd'hui et pour toujours". La chanson reprend à la fin les mélodies de Haan ... Maine Pyaar Kiya bhi hai et de Hai Hum Tumhare Yaar avec un rendu très intense[1].

## Critique
L'histoire est très prévisibles et le film est traité "à l'ancienne". Le scénario a de nombreuses faiblesses. La première moitié du film est fade, sans moments passionnants dans le récit et les situations sont répétitives. La séquence de la rupture entre Abhishek et Karisma semble tout droit sorti d'un film des années 1980. On s'attend à ce que l'histoire gagne en intérêt dans la seconde moitié quand Akshay Kumar entre en scène, mais la romance entre Akshay et Karisma Kapoor n'est pas passionnante. Le récit ne s'accélère que lorsque Akshay et Karisma visitent Naini Hills et qu'Abhishek reparaît.
La musique est le seul élément de qualité. Les chansons sont mélodieuses. 
Le tournage en Suisse profite d'un éclairage correct, tout du moins dans quelques scènes. Karisma Kapoor a tendance à surjouer notamment dans la séquence de la salle d'audience quand elle demande le divorce. Akshay Kumar est à peu près en accord avec son personnage et Abhishek Bachchan a besoin de travailler davantage ses expressions.

## Box Office
Le film fut un échec au box office et n'a récolté que 230 340 000 roupies en Inde, en Angleterre le film rapporte plus de 412 558 livres sterling (30 633 615 roupies).
- Box office Inde : 230 340 000 roupies[3]
- Box office Angleterre : 412 558 livres sterling
- Box office mondial : 260 973 615 roupies, soit plus de 5 207 597 dollars.